# Pia Nielsen
Pia Nielsen (* 1956, verheiratete Pia Gottschau) ist eine ehemalige dänische Badmintonspielerin. 

## Karriere
Pia Nielsen gewann 1983 Silber bei der Weltmeisterschaft mit Steen Fladberg im Mixed. Bei der 1. Weltmeisterschaft 1977 hatte sie bereits Bronze im Doppel gewonnen ebenso wie 1980 im Mixed. Mit dem dänischen Team siegte sie bei der Europameisterschaft 1980.

## Sportliche Erfolge
| Saison    | Veranstaltung                                    | Disziplin   | Platz | Name |
| --------- | ------------------------------------------------ | ----------- | ----- | --- |
| 1972/1973 | Dänemark: Einzelmeisterschaften der Junioren U17 | Mixed       | 1     | Bjørn Madsen, Brøndbyerne / Pia Nielsen, Køge                                                                                      |
| 1973/1974 | Dänemark: Einzelmeisterschaften der Junioren U19 | Dameneinzel | 1     | Pia Nielsen, Køge |
| 1974/1975 | Dänemark: Einzelmeisterschaften der Junioren U19 | Damendoppel | 1     | Inge Borgstrøm, Ringsted / Pia Nielsen, Køge                                                                                       |
| 1974/1975 | Dänemark: Einzelmeisterschaften der Junioren U19 | Mixed       | 1     | Bjørn Madsen, Brøndbyerne / Pia Nielsen, Køge                                                                                      |
| 1975      | Nordische Juniorenmeisterschaften                | Dameneinzel | 1     | Pia Nielsen |
| 1975      | Junioren-Europameisterschaft                     | Dameneinzel | 1     | Pia Nielsen |
| 1975      | Junioren-Europameisterschaft                     | Damendoppel | 2     | Pia Nielsen / Inge Borgstrøm |
| 1975/1976 | Dänemark: Einzelmeisterschaften der Junioren U19 | Damendoppel | 1     | Inge Borgstrøm, Ringsted / Pia Nielsen, Køge                                                                                       |
| 1976      | Nordische Meisterschaften                        | Damendoppel | 1     | Lene Køppen / Pia Nielsen |
| 1976      | Czechoslovakian International                    | Damendoppel | 2     | Pia Nielsen / Inge Borgstrøm |
| 1977      | Weltmeisterschaft                                | Damendoppel | 3     | Inge Borgstrøm / Pia Nielsen |
| 1977      | Norwegen: Internationale Meisterschaften         | Mixed       | 2     | Elo Hansen / Pia Nielsen |
| 1977      | USSR International                               | Mixed       | 1     | Steen Skovgaard / Pia Nielsen |
| 1977      | Norwegian International                          | Damendoppel | 1     | Pia Nielsen / Lonny Bostofte |
| 1977      | Norwegen: Internationale Meisterschaften         | Dameneinzel | 2     | Pia Nielsen |
| 1977/1978 | Dänemark: Einzelmeisterschaften                  | Damendoppel | 1     | Pia Nielsen / Inge Borgstrøm, Køge BK                                                                                              |
| 1978      | Europameisterschaft                              | Damendoppel | 3     | Inge Borgstrøm / Pia Nielsen |
| 1979      | Swiss Open                                       | Damendoppel | 1     | Pia Nielsen / Jette Boyer |
| 1979      | Swiss Open                                       | Mixed       | 1     | Peter Holm / Pia Nielsen |
| 1980      | German Open                                      | Dameneinzel | 1     | Pia Nielsen |
| 1980      | Europameisterschaft                              | Damendoppel | 2     | Kirsten Larsen / Pia Nielsen |
| 1980      | Nordische Meisterschaften                        | Damendoppel | 1     | Lene Køppen / Pia Nielsen |
| 1980      | Weltmeisterschaft                                | Mixed       | 3     | Steen Fladberg / Pia Nielsen |
| 1980      | Europameisterschaft                              | Mannschaft  | 1     | Dänemark (Lene Køppen, Kirsten Larsen, Pia Nielsen, Morten Frost, Flemming Delfs, Steen Fladberg, Steen Skovgaard, Anne Skovgaard) |
| 1980      | French Open                                      | Dameneinzel | 1     | Pia Nielsen |
| 1980      | French Open                                      | Mixed       | 1     | Peter Holm / Pia Nielsen |
| 1981      | Norwegian International                          | Damendoppel | 1     | Pia Nielsen / Kirsten Meier |
| 1981      | Nordische Meisterschaften                        | Damendoppel | 1     | Lene Køppen / Pia Nielsen |
| 1981      | Norwegian International                          | Dameneinzel | 1     | Pia Nielsen |
| 1981      | German Open                                      | Mixed       | 1     | Steen Fladberg / Pia Nielsen |
| 1981/1982 | Dänemark: Einzelmeisterschaft der Amateure       | Mixed       | 1     | Steen Fladberg / Pia Nielsen, Køge BK                                                                                              |
| 1983      | German Open                                      | Mixed       | 1     | Steen Fladberg / Pia Nielsen |
| 1983      | Weltmeisterschaft                                | Mixed       | 2     | Steen Fladberg / Pia Nielsen |